# Мендзыздрое (гмина)
Мендзыздрое (пол. Międzyzdroje) — гмина (волость) в Польше, входит как административная единица в Каменьский повет, Западно-Поморское воеводство. Население — 6507 человек (на 2005 год). В состав гмины входит деревня Гродно.